# Grévillers
Grévillers é uma comuna francesa na região administrativa de Altos da França, no departamento de Pas-de-Calais. Estende-se por uma área de 6,35 km². Em 2010 a comuna tinha 374 habitantes (densidade: 58,9 hab./km²).